# Julius Joseph Maier
Julius Joseph Maier   (Friburg de Brisgòvia, 29 de desembre de 1821 - Múnic, 21 de novembre de 1889) fou un músic alemany.
Després d'haver desenvolupat importants càrrecs públics es dedicà a l'estudi de la música i fou professor de fuga en el Conservatori de Múnic i conservador de la secció de música de la Biblioteca Reial de la capital bavaresa.
Se li deuen:
- Klassische Kirchenwerke alter Meister (1845);
- Auswahl englischer Madrigale (1863);
- Die Musikalischen Handschriften der Königlichen Hot-und Staatsbibliotek in Munchen (1879);
- Die Handschriften bis zum Ende des XVII, Jahrhunderts (1879).